# Краб-Орчерд (Небраска)
Краб-Орчерд (англ. Crab Orchard) — селище (англ. village) в США, в окрузі Джонсон штату Небраска. Населення — 46 осіб (2020).

## Географія
Краб-Орчерд розташований за координатами 40°20′5″ пн. ш. 96°25′21″ зх. д. / 40.33472° пн. ш. 96.42250° зх. д. (40.334652, -96.422437).  За даними Бюро перепису населення США в 2010 році селище мало площу 0,41 км², уся площа — суходіл.

## Демографія
Згідно з переписом 2010 року, у селищі мешкало 38 осіб у 21 домогосподарстві у складі 8 родин. Густота населення становила 92 особи/км².  Було 29 помешкань (71/км²).
Расовий склад населення:
| - 100,0 % — білих |

До двох чи більше рас належало 0,0 %. Частка іспаномовних становила 0,0 % від усіх жителів.
За віковим діапазоном населення розподілялося таким чином: 13,2 % — особи молодші 18 років, 50,0 % — особи у віці 18—64 років, 36,8 % — особи у віці 65 років та старші. Медіана віку мешканця становила 55,5 року. На 100 осіб жіночої статі у селищі припадало 81,0 чоловіків;  на 100 жінок у віці від 18 років та старших — 73,7 чоловіків також старших 18 років.
За межею бідності перебувало 47,4 % осіб, у тому числі 63,6 % дітей у віці до 18 років та 14,3 % осіб у віці 65 років та старших.
Цивільне працевлаштоване населення становило 19 осіб. Основні галузі зайнятості: сільське господарство, лісництво, риболовля — 42,1 %, роздрібна торгівля — 31,6 %, транспорт — 10,5 %.